# Effectif actuel des Islanders de New York
| No    | Nom                     | Nat. | Position      | Arrivée                       | Salaire        |
| ----- | ----------------------- | ---- | ------------- | ----------------------------- | -------------- |
| +030, | Ilia Sorokine           |      | Gardien       | 2014 - Repêchage              | +04 000 000, $ |
| +040, | Semion Varlamov         |      | Gardien       | 2019 - Agent libre            | +05 000 000, $ |
| +002, | Robin Salo              |      | Défenseur     | 2017 - Repêchage              | +00800 000, $  |
| +003, | Adam Pelech             |      | Défenseur     | 2012 - Repêchage              | +05 750 000, $ |
| +006, | Ryan Pulock             |      | Défenseur     | 2013 - Repêchage              | +05 000 000, $ |
| +008, | Noah Dobson             |      | Défenseur     | 2018 - Repêchage              | +04 000 000, $ |
| +024, | Scott Mayfield – A      |      | Défenseur     | 2011 - Repêchage              | +01 450 000, $ |
| +025, | Sebastian Aho           |      | Défenseur     | 2017 - Repêchage              | +00825 000, $  |
| +028, | Aleksandr Romanov       |      | Défenseur     | 2022 - Canadiens de Montréal  | +02 500 000, $ |
| +011, | Zach Parise             |      | Ailier gauche | 2021 - Agent libre            | +00750 000, $  |
| +012, | Joshua Bailey – A       |      | Ailier droit  | 2008 - Repêchage              | +05 000 000, $ |
| +013, | Mathew Barzal           |      | Centre        | 2015 - Repêchage              | +07 000 000, $ |
| +015, | Cal Clutterbuck – A     |      | Ailier droit  | 2013 - Wild du Minnesota      | +01 750 000, $ |
| +017, | Matt Martin             |      | Ailier gauche | 2018 - Maple Leafs de Toronto | +01 500 000, $ |
| +018, | Anthony Beauvillier     |      | Ailier gauche | 2015 - Repêchage              | +04 150 000, $ |
| +021, | Kyle Palmieri           |      | Ailier droit  | 2021 - Devils du New Jersey   | +05 000 000, $ |
| +026, | Oliver Wahlstrom        |      | Ailier droit  | 2019 - Repêchage              | +00894 167, $  |
| +027, | Anders Lee – C          |      | Ailier gauche | 2009 - Repêchage              | +07 000 000, $ |
| +029, | Brock Nelson – A        |      | Centre        | 2010 - Repêchage              | +06 000 000, $ |
| +032, | Ross Johnston           |      | Ailier gauche | 2015 - Agent libre            | +01 100 000, $ |
| +041, | Nikita Sochnikov        |      | Ailier droit  | 2022 - Agent libre            | +00750 000, $  |
| +044, | Jean-Gabriel Pageau – A |      | Centre        | 2020 - Sénateurs d'Ottawa     | +05 000 000, $ |
| +053, | Casey Cizikas           |      | Centre        | 2009 - Repêchage              | +02 500 000, $ |